# Pallacanestro ai Giochi della XXV Olimpiade - Torneo femminile
Il torneo femminile di pallacanestro ai Giochi della XXV Olimpiade ebbe inizio il 30 luglio 1992 e si concluse il 7 agosto. La Squadra Unificata, rappresentativa delle repubbliche ex-sovietiche, vinse la medaglia d'oro; l'argento andò alla Cina e il bronzo agli Stati Uniti.

## Risultati

### Fase preliminare

#### Gruppo A
| Team                 | Pt | V - P | PF - PS   |
| -------------------- | -- | ----- | --------- |
| 1. Cuba              | 6  | 3 - 0 | 246 - 230 |
| 2. Squadra Unificata | 5  | 2 - 1 | 244 - 222 |
| 3. Brasile           | 4  | 1 - 2 | 237 - 241 |
| 4. Italia            | 3  | 0 - 3 | 190 - 224 |

#### Gruppo B
| Team              | Pt | V - P | PF - PS   |
| ----------------- | -- | ----- | --------- |
| 1. Stati Uniti    | 6  | 3 - 0 | 318 - 181 |
| 2. Cina           | 5  | 2 - 1 | 205 - 226 |
| 3. Spagna         | 4  | 1 - 2 | 181 - 238 |
| 4. Cecoslovacchia | 3  | 0 - 3 | 183 - 242 |

### Fase finale

#### Piazzamenti 5º-8º posto
|  | Spareggi       | Spareggi       | Spareggi |        |                | Finale 5º-6º posto | Finale 5º-6º posto | Finale 5º-6º posto |  |
|  |                |                |          |        |                |                    |                    |                    |  |
|  | Brasile        | Brasile        | 62       |        |                |                    |                    |                    |  |
|  | Brasile        | Brasile        | 62       |        |                |                    |                    |                    |  |
|  | Cecoslovacchia | Cecoslovacchia | 74       |        |                |                    |                    |                    |  |
|  | Cecoslovacchia | Cecoslovacchia | 74       |        | Cecoslovacchia | Cecoslovacchia     | 58                 |                    |  |
|  |                |                |          |        | Cecoslovacchia | Cecoslovacchia     | 58                 |                    |  |
|  |                |                | Spagna   | Spagna | 59             |                    |                    |                    |  |
|  | Spagna         | Spagna         | Spagna   | Spagna | 59             | 92                 |                    |                    |  |
|  | Spagna         | Spagna         |          |        |                | 92                 |                    |                    |  |
|  | Italia         | Italia         | 80       |        |                | Finale 7º-8º posto | Finale 7º-8º posto | Finale 7º-8º posto |  |
|  | Italia         | Italia         | 80       |        |                |                    |                    |                    |  |
|  |                |                |          |        |                |                    |                    |                    |  |
|  |                |                |          |        |                | Brasile            | Brasile            | 86                 |  |
|  |                |                |          |        |                | Brasile            | Brasile            | 86                 |  |
|  |                |                |          |        |                | Italia             | Italia             | 83                 |  |

| Badalona 5 agosto 1992, ore 11:00 | Brasile | 62 – 74 (34-24) referto | Cecoslovacchia | Palau d'Esports |

| Badalona 5 agosto 1992, ore 20:00 | Spagna | 92 – 80 (d.2t.s.) (37-33, 65-65, 78-78) referto | Italia | Palau d'Esports |

| Badalona 7 agosto 1992, ore 11:00 | Cecoslovacchia | 58 – 59 (29-25) referto | Spagna | Palau d'Esports |

| Badalona 7 agosto 1992, ore 20:00 | Brasile | 86 – 83 (d.1t.s.) (41-41, 78-78) referto | Italia | Palau d'Esports |

#### Semifinali
| Badalona 5 agosto 1992, ore 13:00 | Stati Uniti | 73 – 79 (41-47) referto | Squadra Unificata | Palau d'Esports |

| Badalona 5 agosto 1992, ore 22:00 | Cuba | 70 – 109 (30-57) referto | Cina | Palau d'Esports |

#### Finali
3º-4º posto
| Badalona 7 agosto 1992, ore 13:00 | Stati Uniti | 88 – 74 (44-44) referto | Cuba | Palau d'Esports |

1º-2º posto
| Badalona 7 agosto 1992, ore 22:00 | Squadra Unificata | 76 – 66 (43-35) referto | Cina | Palau d'Esports |

## Classifica finale
| Campione olimpico | Campione olimpico | Campione olimpico |
| --- | ----------------- | --- |
| Squadra Unificata4 Žyrko, 5 Baranova, 6 Gerlic, 7 Tornikidu, 8 Švajbovič, 9 Tkačenko, 10 Minch, 11 Chudašova, 12 Sumnikova, 13 Šakirova, 14 Zasul'skaja, 15 Zabolueva, All. Evgenij Gomel'skij |                   | |
| Bronzo | Cina              | Cina4 Cong, 5 Li X., 6 Liu J., 7 Wang, 8 Zheng D., 9 He, 10 Peng, 11 Zheng H., 12 Zheng X., 13 Li D., 14 Liu Q., 15 Zhan, All. Li Yaguang                                                          |
| Bronzo | Stati Uniti       | Stati Uniti4 Edwards, 5 Charles, 6 Davis, 7 Weatherspoon, 8 Jackson, 9 Orr, 10 Bullett, 11 Jones, 12 McClain, 13 Dixon, 14 Cooper, 15 McConnell, All. Theresa Grentz                               |
| 4. | Cuba              | Cuba4 Borrell, 5 A. Hernández, 6 Vigil, 7 Herrera, 8 Lagnó, 9 Águila, 10 León, 11 Martínez, 12 Henry, 13 Castillo, 14 R. Hernández, 15 Enríquez, All. Manuel Pérez                                 |
| 5. | Spagna            | Spagna4 Hernández, 5 Mújica, 6 Ares, 7 Alonso, 8 Pulgar, 9 Geuer, 10 Vara, 11 Álvaro, 12 Messa, 13 Ferragut, 14 Cebrián, 15 Castrejana, All. Chema Buceta                                          |
| 6. | Cecoslovacchia    | Cecoslovacchia4 Bieliková, 5 Liptáková, 6 Kotočová, 7 Němcová, 8 Chupíková, 9 Antalecová, 10 Hiráková, 11 Chamajová, 12 Dobrovičová, 13 Vodičková, 14 Rázgová, 15 Berková, All. Miroslav Vondřička |
| 7. | Brasile           | Brasile4 Hortência, 5 Helen, 6 Nádia, 7 Vânia Hernandes, 8 Paula, 9 Janeth, 10 Adriana, 11 Marta Sobral, 12 Ruth, 13 Zézé, 14 Joyce, 15 Simone, All. Miguel Ângelo da Luz                          |
| 8. | Italia            | Italia4 Paparazzo, 5 Bastiani, 6 Fullin, 7 Salvemini, 8 Costalunga, 9 Rossi, 10 Arcangeli, 11 Pollini, 12 Stanzani, 13 Todeschini, 14 Tufano, 15 Passaro, All. Franco Novarina                     |